# Вест Патерсон (Њу Џерзи)
Вест Патерсон (енгл. West Paterson) град је у америчкој савезној држави Њу Џерзи.

## Демографија
По попису из 2000. године број становника је 10.987.
| Група             | 2000.         | 2010.    |
| Белци             | 8.814 (80,2%) | 0 (0,0%) |
| Афроамериканци    | 347 (3,2%)    | 0 (0,0%) |
| Азијати           | 421 (3,8%)    | 0 (0,0%) |
| Хиспаноамериканци | 1.105 (10,1%) | 0 (0,0%) |
| Укупно            | 10.987        | 0        |